# 2110 Moore-Sitterly
A 2110 Moore-Sitterly (ideiglenes jelöléssel 1962 RD) a Naprendszer kisbolygóövében található aszteroida. Az Indianai Egyetem fedezte fel 1962. szeptember 7-én.